# Holden VB
De Holden VB-serie betekende een radicale verandering in de strategie van het Australische automerk Holden. De serie volgde de HZ-serie op in 1978 maar de HZ zelf bleef nog tot 1980 in productie, even lang als de VB. Met de VB-serie werd een nieuw model geïntroduceerd dat al snel de populairste auto van Australië zou worden: de Holden Commodore.

## Geschiedenis
In 1978 werd de traditionele grote HZ-serie opgevolgd door de kleinere VB-serie. Omdat de VB niet geschikt was voor bedrijfsvoertuigen (Ute, Panel Van) en luxesedans (Statesman) werden de modellen van de HZ-serie nog tot 1980 in productie gehouden en dan vervangen door de Holden WB-serie. Reeds in 1979, het eerste volledige verkoopsjaar, was de VB Commodore de best verkochte auto in Australië.
De VB-serie kende enkel het model Holden Commodore, hetzij in verschillende versies. De drie sedans verschenen op 13 november 1978. De twee stationwagens volgden op 6 augustus 1979. De Commodore was gebaseerd op de Duitse Opel Commodore. Die Commodore was de tweede wereldauto van General Motors. De Opel werd uitgerust met Holdens eigen motoren en werd zwaar aangepast om geschikt te zijn voor de Australische wegen en het Australische klimaat. Hieraan werd meer dan 110 miljoen Australische dollar gespendeerd.
De VB Commodore Sedan was een stuk korter en smaller dan de voorgaande HZ Kingswood Sedan. Door kleinere auto's te maken volgde Holden de wereldwijde trend die was begonnen na de Oliecrisis van 1973. Naast het basismodel werden ook nog duurdere SL- en SL/E-varianten uitgebracht. De VB Commodore werd naast een hele reeks andere Holden-modellen verkocht. Ook de Holden Gemini, de Holden Sunbird, de Holden Torana en de modellen van de Holden HZ-serie stonden nog in de catalogus.

## Modellen
- Nov 1978: Holden Commodore Sedan
- Nov 1978: Holden Commodore SL Sedan
- Nov 1978: Holden Commodore SL/E Sedan
- Aug 1979: Holden Commodore Station Wagon
- Aug 1979: Holden Commodore SL Station Wagon